# Mustapha Bettache
Mustapha Bettache   (Casablanca, 20 de gener de 1931 - Casablanca, 13 d'octubre de 2005) fou un futbolista marroquí de la dècada de 1950 i entrenador.
Fou internacional amb la selecció del Marroc. Pel que fa a clubs, destacà a Wydad Casablanca, Nîmes Olympique i Raja Casablanca.
Un cop retirat fou entrenador a Ittihad Khemisset, COD Meknès, Olympique Club de Khouribga, Difaâ Hassani El Jadidi i SCC Mohammédia.